# The Soul of Ike & Tina Turner
The Soul of Ike & Tina Turner — дебютный студийный альбом Айка и Тины Тёрнеров. Он был выпущен на лейбле Sue Records в феврале 1961 года. Альбом известен тем, что содержит дебютный сингл дуэта «A Fool in Love» и их последующие синглы «I Idolize You» и «I’m Jealous».

## Список композиций
Слова и музыка всех песен Айка Тёрнера, за исключением отмеченных. 
| №  | Название             | Автор(ы)                  | Длительность |
| -- | -------------------- | ------------------------- | ------------ |
| 1. | «I’m Jealous»        | Айк Тёрнер, Джейн Бассонг | 2:13         |
| 2. | «I Idolize You»      |                           | 2:53         |
| 3. | «If»                 |                           | 2:10         |
| 4. | «Letter From Tina»   |                           | 2:38         |
| 5. | «You Can’t Love Two» |                           | 2:56         |
| 6. | «I Had A Notion»     | Джо Моррис                | 2:58         |

| №  | Название              | Автор(ы)                  | Длительность |
| -- | --------------------- | ------------------------- | ------------ |
| 1. | «A Fool In Love»      |                           | 2:53         |
| 2. | «Sleepless»           | Айк Тёрнер, Джейн Бассонг | 2:51         |
| 3. | «Chances Are»         |                           | 3:42         |
| 4. | «You Can’t Blame Me»  |                           | 2:13         |
| 5. | «You’re My Baby»      |                           | 2:22         |
| 6. | «The Way You Love Me» |                           | 1:50         |